# Virginia Slims of Nashville 1990
Virginia Slims of Nashville 1990 — жіночий тенісний турнір, що проходив на закритих кортах з твердим покриттям Maryland Farms Racquet Club у Брентвуді (США). Належав до турнірів 4-ї категорії в рамках Туру WTA 1990. Відбувся вшосте і тривав з 29 жовтня до 4 листопада 1990 року. Несіяна Наталія Медведєва здобула титул в одиночному розряді й отримала 27 тис. доларів США.

## Фінальна частина

### Одиночний розряд
Наталія Медведєва —  Сьюзен Слоун 6–3, 7–6(7–3)
- Для Медведєвої це був перший титул в одиночному розряді за кар'єру.

### Парний розряд
Кеті Джордан /  Лариса Нейланд —  Бренда Шульц /  Кароліна Віс 6–1, 6–2